# Nicolás Rossi (calciatore 1998)
Jonathan Nicolás Rossi Acuña, noto semplicemente come Nicolás Rossi (Montevideo, 16 maggio 1998), è un calciatore uruguaiano, portiere della Juventud.

## Carriera
Cresciuto nel settore giovanile del Rentistas, esordisce in prima squadra il 3 dicembre 2016 giocando da titolare l'incontro di Segunda División Profesional vinto 1-0 contro il Torque. Nel 2019 ottiene con il club la promozione in Primera División Profesional, dove debutta il 22 febbraio in occasione del match vinto 3-2 contro il Boston River, quando entra in campo nei minuti finali in seguito all'espulsione del portiere titolare Yonatan Irrazábal.

## Statistiche
Statistiche aggiornate al 26 novembre 2020.

### Presenze e reti nei club
| Stagione        | Squadra         | Campionato      | Campionato | Campionato | Coppe nazionali | Coppe nazionali | Coppe nazionali | Coppe continentali | Coppe continentali | Coppe continentali | Altre coppe | Altre coppe | Altre coppe | Totale | Totale | Totale |
| Stagione        | Squadra         | Comp            | Pres       | Reti       | Comp            | Pres            | Reti            | Comp               | Pres               | Reti               | Comp        | Pres        | Reti        | Pres   | Reti   |        |
| --------------- | --------------- | --------------- | ---------- | ---------- | --------------- | --------------- | --------------- | ------------------ | ------------------ | ------------------ | ----------- | ----------- | ----------- | ------ | ------ | ------ |
| 2016            | Rentistas       | SD              | 2          | -2         |                 | -               | -               |                    | -                  | -                  |             | -           | -           | 2      | -2     |        |
| 2017            | Rentistas       | SD              | 4          | -6         |                 | -               | -               |                    | -                  | -                  |             | -           | -           | 4      | -6     |        |
| 2018            | Rentistas       | SD              | 3          | -2         |                 | -               | -               |                    | -                  | -                  |             | -           | -           | 3      | -2     |        |
| 2019            | Rentistas       | SD              | 0          | 0          |                 | -               | -               |                    | -                  | -                  |             | -           | -           | 0      | 0      |        |
| 2020            | Rentistas       | PD              | 4          | -1         |                 | -               | -               |                    | -                  | -                  |             | -           | -           | 4      | -1     |        |
| Totale carriera | Totale carriera | Totale carriera | 13         | -11        |                 | -               | -               |                    | -                  | -                  |             | -           | -           | 13     | -11    |        |

## Palmarès

### Club

#### Competizioni nazionali
- Copa Uruguay: 1

Defensor Sporting: 2022